# Dicranomyia (Dicranomyia) phatta
Dicranomyia (Dicranomyia) phatta is een tweevleugelige uit de familie steltmuggen (Limoniidae). De soort komt voor in het Neotropisch gebied.